# 富尔卡山口
富尔卡山口（德語：Furkapass）是瑞士阿爾卑斯山脈的一座高山山口，海拔2,429米，连接瑞士瓦莱州格莱奇和烏里州雷阿尔卑。这里曾是占士邦系列电影《鐵金剛大戰金手指》的拍摄地，山口东侧的一条弯道被命名为“詹姆斯·邦德街”（James Bond Strasse）。